# 耿紀
耿 紀（こう き、生年不詳 - 218年）は、中国後漢末期の政治家。字は季行。司隷扶風茂陵県の人。雲台二十八将の耿弇の弟である耿国の子孫にあたり、祖父は耿沖。

## 略歴
建安年間（196年～）侍中であり、杜畿が荊州から帰還すると許都の屋敷で終夜語り合った。この時、荀彧の屋敷も棟続きだったため彼らの会話を聞いており、翌日、耿紀に人を遣って「国士（優れた人物）を推薦せずにどうしてその位にいるのか」と告げた。
曹操に高く評価され、丞相掾を務め、少府を兼任していた。
218年、金禕・吉本らと共に曹操への反乱を決意し、許昌で反旗を翻す。この乱は数日で王必に平定され、耿紀は捕縛されたのち、処刑された。
処刑の前、曹操へ向かって「恨むのは自らが事を謀らずに、童どもに狂わされたことだ」と言ったという。